# Premier League 2016/2017
Premier League 2016/2017 var den 25:e säsongen av Premier League, Englands högsta division i fotboll för herrar. Säsongen inleddes den 13 augusti 2016 och avslutades 21 maj 2017.
Den 9 februari 2016 meddelade Premier League en varumärkesändring; från och med säsongen 2016-17 kommer ligan att gå under namnet "Premier League", utan något tillägg av sponsornamn. Som en del av omprofileringen presenterades även en ny logotyp. Från och med säsongen 2016-17 kommer biljettpriserna för bortasupportrar att ha ett tak på £30 per biljett.
Chelsea säkrade sin femte Premier League-titel med två matcher kvar av säsongen efter att ha vunnit med 1-0 borta mot West Bromwich Albion den 12 maj 2017.

## Lag
20 lag deltog i ligan - de 17 bäst placerade lagen från den föregående säsongen samt tre lag från Championship. Burnley blev det första laget att säkra uppflyttning. En 1-0-seger mot Queen Park Rangers den 2 maj 2016 innebar att de garanterades en automatisk plats. De återvänder till ligan efter en säsongs frånvaro.
Middlesbrough blev det andra laget att bli uppflyttade, efter att ha spelat 1-1 mot Brighton & Hove Albion slutade de ovanför dem på målskillnad och säkrade den andra automatiska uppflyttningsplatsen. De kommer att spela Premier League för första gången sedan säsongen 2008-09.
Hull City blev den tredje och sista klubben att säkra en plats i Premier League säsongen 2016/2017 efter en 1-0-seger över Sheffield Wednesday i Championships playoff-final på Wembley Stadium den 28 maj 2016. Med segern återvände de till Premier League efter en säsongs frånvaro.
De tre uppflyttade klubbarna ersättatte Newcastle United, Norwich City och Aston Villa. Trots att Norwich City vann med 4-2 mot Watford den 11 maj 2016, avgjorde Sunderlands 3-0 seger över Everton deras öde. Segern förpassade även Newcastle United till Championship trots att de inte spelade den dagen.
Aston Villa blev nedflyttade den 16 april 2016 efter en 1-0-förlust mot Manchester United och kommer att spela utanför högstaligan för första gången sedan 1987.

### Arenor
West Ham United kommer att för första gången spela på Olympiastadion efter att ha flyttat från Boleyn Ground.
Stoke City har meddelat att Britannia Stadium kommer att byta namn till bet365 Stadium.
Tottenham kommer att spela på White Hart Lane med en reducerad kapacitet på grund av att det nordöstra hörnet av arenan demonterats för att underlätta bygget av deras nya arena.
| Lag                  | Plats          | Arena              | Kapacitet |
| -------------------- | -------------- | ------------------ | --------- |
| Arsenal              | London         | Emirates Stadium   | 60 432    |
| Bournemouth          | Bournemouth    | Dean Court         | 11 464    |
| Burnley              | Burnley        | Turf Moor          | 22 546    |
| Chelsea              | London         | Stamford Bridge    | 41 623    |
| Crystal Palace       | London         | Selhurst Park      | 26 309    |
| Everton              | Liverpool      | Goodison Park      | 40 569    |
| Hull City            | Hull           | KCOM Stadium       | 25 404    |
| Leicester City       | Leicester      | King Power Stadium | 32 500    |
| Liverpool            | Liverpool      | Anfield            | 54 167    |
| Manchester City      | Manchester     | Etihad Stadium     | 55 097    |
| Manchester United    | Manchester     | Old Trafford       | 76 100    |
| Middlesbrough        | Middlesbrough  | Riverside Stadium  | 35 100    |
| Southampton          | Southampton    | St Mary's Stadium  | 32 689    |
| Stoke City           | Stoke-on-Trent | Bet365 Stadium     | 28 383    |
| Sunderland           | Sunderland     | Stadium of Light   | 49 000    |
| Swansea City         | Swansea        | Liberty Stadium    | 20 972    |
| Tottenham Hotspur    | London         | White Hart Lane    | 36 274    |
| Watford              | Watford        | Vicarage Road      | 21 977    |
| West Bromwich Albion | West Bromwich  | The Hawthorns      | 26 500    |
| West Ham United      | London         | Olympiastadion     | 57 000    |

### Klubbinformation
| Lag                  | Tränare             | Ställtillverkare | Tröjsponsor        |
| -------------------- | ------------------- | ---------------- | ------------------ |
| AFC Bournemouth      | Eddie Howe          | JD Sports        | Mansion Group      |
| Arsenal              | Arsène Wenger       | Puma             | Emirates           |
| Burnley              | Sean Dyche          | Puma             | Dafabet            |
| Chelsea              | Antonio Conte       | Adidas           | Yokohama           |
| Crystal Palace       | Sam Allardyce       | Macron           | Mansion Group      |
| Everton              | Ronald Koeman       | Umbro            | Chang              |
| Hull City            | Marco Silva         | Umbro            | SportPesa          |
| Leicester City       | Craig Shakespeare   | Puma             | King Power         |
| Liverpool            | Jürgen Klopp        | New Balance      | Standard Chartered |
| Manchester City      | Pep Guardiola       | Nike             | Etihad Airways     |
| Manchester United    | José Mourinho       | Adidas           | Chevrolet          |
| Middlesbrough        | Steve Agnew         | Adidas           | Ramsdens           |
| Southampton          | Claude Puel         | Under Armour     | Virgin Media       |
| Stoke City           | Mark Hughes         | Macron           | Bet365             |
| Sunderland           | David Moyes         | Adidas           | Dafabet            |
| Swansea City         | Paul Clement        | Joma             | BetEast            |
| Tottenham Hotspur    | Mauricio Pochettino | Under Armour     | AIA                |
| Watford              | Walter Mazzarri     | Dryworld         | 138.com            |
| West Bromwich Albion | Tony Pulis          | Adidas           | UK-K8.com          |
| West Ham United      | Slaven Bilić        | Umbro            | Betway             |

### Tränarförändringar
| Lag               | Dåvarande tränare     | Anledning till förändring     | Datum            | Ligaposition | Ny tränare        | Anställningsdatum |
| ----------------- | --------------------- | ----------------------------- | ---------------- | ------------ | ----------------- | ----------------- |
| Manchester United | Louis van Gaal        | Avskedad                      | 23 maj 2016      | Försäsong    | José Mourinho     | 27 maj 2016       |
| Southampton       | Ronald Koeman         | Kontrakterad av Everton       | 14 juni 2016     | Försäsong    | Claude Puel       | 30 juni 2016      |
| Everton           | David Unsworth        | Tillfälligt kontrakt utgånget | 14 juni 2016     | Försäsong    | Ronald Koeman     | 14 juni 2016      |
| Chelsea           | Guus Hiddink          | Tillfälligt kontrakt utgånget | 1 juli 2016      | Försäsong    | Antonio Conte     | 1 juli 2016       |
| Manchester City   | Manuel Pellegrini     | Avgick i samförstånd          | 1 juli 2016      | Försäsong    | Pep Guardiola     | 1 juli 2016       |
| Watford           | Quique Sánchez Flores | Avgick i samförstånd          | 30 juni 2016     | Försäsong    | Walter Mazzarri   | 1 juli 2016       |
| Hull City         | Steve Bruce           | Avgick                        | 22 juli 2016     | Försäsong    | Mike Phelan       | 22 juli 2016      |
| Sunderland        | Sam Allardyce         | Kontrakterad av England       | 22 juli 2016     | Försäsong    | David Moyes       | 23 juli 2016      |
| Swansea City      | Francesco Guidolin    | Avskedad                      | 3 oktober 2016   | 17:e         | Bob Bradley       | 3 oktober 2016    |
| Crystal Palace    | Alan Pardew           | Avskedad                      | 22 december 2016 | 17:e         | Sam Allardyce     | 23 december 2016  |
| Swansea City      | Bob Bradley           | Avskedad                      | 27 december 2016 | 19:e         | Paul Clement      | 2 januari 2017    |
| Hull City         | Mike Phelan           | Avskedad                      | 3 januari 2017   | 20:e         | Marco Silva       | 5 januari 2017    |
| Leicester City    | Claudio Ranieri       | Avskedad                      | 23 februari 2017 | 17:e         | Craig Shakespeare | 12 mars 2017      |
| Middlesbrough     | Aitor Karanka         | Avskedad                      | 16 mars 2017     | 19:e         | Steve Agnew       | 16 mars 2017      |

## Tabeller

### Poängtabell
| Nr | Lag                 | S  | V  | O  | F  | GM | IM | MS  | P  |
| -- | ------------------- | -- | -- | -- | -- | -- | -- | --- | -- |
| 1  | Chelsea             | 38 | 30 | 3  | 5  | 85 | 33 | +52 | 93 |
| 2  | Tottenham Hotspur   | 38 | 26 | 8  | 4  | 86 | 26 | +60 | 86 |
| 3  | Manchester City     | 38 | 23 | 9  | 6  | 80 | 39 | +41 | 78 |
| 4  | Liverpool           | 38 | 22 | 10 | 6  | 78 | 42 | +36 | 76 |
| 5  | Arsenal             | 38 | 23 | 6  | 9  | 77 | 49 | +28 | 75 |
| 6  | Manchester United   | 38 | 18 | 15 | 5  | 54 | 29 | +25 | 69 |
| 7  | Everton             | 38 | 17 | 10 | 11 | 62 | 44 | +18 | 61 |
| 8  | Southampton         | 38 | 12 | 10 | 16 | 41 | 48 | −7  | 46 |
| 9  | Bournemouth         | 38 | 12 | 10 | 16 | 55 | 67 | −12 | 46 |
| 10 | West Bromwich       | 38 | 12 | 9  | 17 | 43 | 51 | −8  | 45 |
| 11 | West Ham United     | 38 | 12 | 9  | 17 | 47 | 64 | −17 | 45 |
| 12 | Leicester City (RM) | 38 | 12 | 8  | 18 | 48 | 63 | −15 | 44 |
| 13 | Stoke City          | 38 | 11 | 11 | 16 | 41 | 56 | −15 | 44 |
| 14 | Crystal Palace      | 38 | 12 | 5  | 21 | 50 | 63 | −13 | 41 |
| 15 | Swansea City        | 38 | 12 | 5  | 21 | 45 | 70 | −25 | 41 |
| 16 | Burnley (U)         | 38 | 11 | 7  | 20 | 39 | 55 | −16 | 40 |
| 17 | Watford             | 38 | 11 | 7  | 20 | 40 | 68 | −28 | 40 |
| 18 | Hull City (U)       | 38 | 9  | 7  | 22 | 37 | 80 | −43 | 34 |
| 19 | Middlesbrough (U)   | 38 | 5  | 13 | 20 | 27 | 53 | −26 | 28 |
| 20 | Sunderland          | 38 | 6  | 6  | 26 | 29 | 69 | −40 | 24 |

## Statistik

### Skytteligan
|    | Spelare            | Klubb             | Mål |
| -- | ------------------ | ----------------- | --- |
| 1  | Harry Kane         | Tottenham Hotspur | 29  |
| 2  | Romelu Lukaku      | Everton           | 25  |
| 3  | Alexis Sánchez     | Arsenal           | 24  |
| 4  | Sergio Agüero      | Manchester City   | 20  |
| 4  | Diego Costa        | Chelsea           | 20  |
| 6  | Dele Alli          | Tottenham Hotspur | 18  |
| 7  | Zlatan Ibrahimović | Manchester United | 17  |
| 8  | Eden Hazard        | Chelsea           | 16  |
| 8  | Joshua King        | AFC Bournemouth   | 16  |
| 10 | Christian Benteke  | Crystal Palace    | 15  |
| 10 | Jermain Defoe      | Sunderland        | 15  |
| 10 | Fernando Llorente  | Swansea City      | 15  |

### Hållna nollor
|   | Spelare          | Klubb             | Nollor |
| - | ---------------- | ----------------- | ------ |
| 1 | Thibaut Courtois | Chelsea           | 16     |
| 2 | Hugo Lloris      | Tottenham Hotspur | 15     |
| 3 | David de Gea     | Manchester United | 14     |
| 3 | Fraser Forster   | Southampton       | 14     |
| 5 | Petr Čech        | Arsenal           | 12     |
| 6 | Tom Heaton       | Burnley           | 10     |
| 6 | Joel Robles      | Everton           | 10     |
| 8 | Artur Boruc      | AFC Bournemouth   | 9      |
| 8 | Lee Grant        | Stoke City        | 9      |
| 8 | Simon Mignolet   | Liverpool         | 9      |

## Priser

### Månatliga priser
| Månad     | Månadens tränare    | Månadens tränare  | Månadens spelare   | Månadens spelare  | Månadens mål       | Månadens mål      |
| Månad     | Tränare             | Klubb             | Spelare            | Klubb             | Spelare            | Klubb             |
| --------- | ------------------- | ----------------- | ------------------ | ----------------- | ------------------ | ----------------- |
| Augusti   | Mike Phelan         | Hull City         | Raheem Sterling    | Manchester City   | Cristhian Stuani   | Middlesbrough     |
| September | Jürgen Klopp        | Liverpool         | Son Heung-Min      | Tottenham Hotspur | Jordan Henderson   | Liverpool         |
| Oktober   | Antonio Conte       | Chelsea           | Eden Hazard        | Chelsea           | Dimitri Payet      | West Ham United   |
| November  | Antonio Conte       | Chelsea           | Diego Costa        | Chelsea           | Pedro              | Chelsea           |
| December  | Antonio Conte       | Chelsea           | Zlatan Ibrahimović | Manchester United | Henrikh Mkhitaryan | Manchester United |
| Januari   | Paul Clement        | Swansea City      | Dele Alli          | Tottenham Hotspur | Andy Carroll       | West Ham United   |
| Februari  | Pep Guardiola       | Manchester City   | Harry Kane         | Tottenham Hotspur | Eden Hazard        | Chelsea           |
| Mars      | Eddie Howe          | Bournemouth       | Romelu Lukaku      | Everton           | Andros Townsend    | Crystal Palace    |
| April     | Mauricio Pochettino | Tottenham Hotspur | Son Heung-Min      | Tottenham Hotspur | Pedro              | Chelsea           |

Källa